# والتر تی. کولکویت
والتر تی. کولکویت (به انگلیسی: Walter T. Colquitt) سناتور سابق عضو حزب دموکرات ایالات متحده آمریکا بود. وی در سال ۱۸۴۳ تا ۱۸۴۸ میلادی سناتور ایالت جورجیا در سنای ایالات متحده آمریکا بود.